# Лечение шоком (фильм, 1973)
«Лечение шоком» — франко-итальянский детективный фильм.

## Сюжет
Эллен Массон (Жирардо) страдает нервной депрессией. Она приезжает в клинику, находящуюся на морском побережье, и начинает проходить курс лечения и омоложения. В группе очень влиятельные люди. Чудодейственные уколы, часто меняемый португальский персонал, странные действия и люди вокруг… В клинике Эллен неожиданно встречает друга, но он вначале срочно уезжает, а потом неожиданно кончает с собой, бросившись со скалы. Обслуживающие клинику молодые португальцы начинают чувствовать себя плохо и исчезают. Чем дальше она находится здесь, тем больше загадок вокруг. Оказавшись в постели с владельцем клиники доктором Деливером, она случайно узнаёт, что Деливер и Бернар использует органы молодых португальцев для своего эликсира молодости. Теперь Эллен предстоит бороться за собственную жизнь, она пытается уехать из клиники, но за ней гонятся со всех сторон. Загнанная, она убивает доктора Деливера. Полиция арестовывает её за убийство. Комиссар говорит, что сам два раза в год проходит омоложение в этой клинике…
Съёмки закончены в 1972 году, французская премьера состоялась 18 января 1973 года.
Внешне детективный ход позволяет режиссёру (он же автор сценария) создать притчу, обличающую власть имущих, готовых на всё ради своего благополучия.